# Rashed Alzaabi
Rashed Naser Alzaabi (al-'Ayn, 19 ottobre 1988) è un cestista emiratino.

## Carriera
Con gli Emirati Arabi Uniti ha disputato tre edizioni dei Campionati asiatici (2007, 2009, 2011).